# Winterella cinctula
Winterella cinctula är en svampart som först beskrevs av Cooke & Peck, och fick sitt nu gällande namn av Carl Ernst Otto Kuntze 1891. Winterella cinctula ingår i släktet Winterella och familjen Montagnulaceae.   Inga underarter finns listade i Catalogue of Life.